# Staffelloides
Staffelloides es un género de foraminífero bentónico considerado un sinónimo posterior de Pseudoendothyra de la subfamilia Pseudostaffellinae, de la familia Ozawainellidae, de la superfamilia Fusulinoidea, del suborden Fusulinina y del orden Fusulinida. Su especie tipo era Parastaffella (Staffelloides) poliaxica. Su rango cronoestratigráfico abarcaba el Carbonífero.

## Discusión
Clasificaciones más recientes incluirían Staffelloides en la superfamilia Ozawainelloidea, y en la subclase Fusulinana de la clase Fusulinata. Otras clasificaciones recientes incluirían Staffelloides en la familia Pseudostaffellidae.

## Clasificación
Staffelloides incluía a la siguiente especie:
- Staffelloides poliaxica †